# Quint Verani Nepot
Quint Verani Nepot (en llatí: Quintus Veranius Nepos) va ser un magistrat i governador romà del segle i. Era fill de Quint Verani, que va ser legat a Capadòcia.
Va ser un general distingit, a qui el filòsof grec Onosandre li va dedicar un llibre d'estratègia. Era tribú militar de la Legió IV Scythica i qüestor sota el regnat de Tiberi. Va obtenir el càrrec de Tribú de la plebs l'any 41 i Pretor l'any 42. Amb Claudi com a emperador, l'any 43 va ser nomenat governador de la nova província de Lícia-Pamfília que s'havia unificat, on va governar cinc anys. El 49 era cònsol, encara sent emperador Claudi, junt amb Gai Pompeu Gal. L'any 58 va succeir a Didi Gal com a governador de Britànnia. En lloc de seguir la política defensiva de Didi Gal, Verani va començar operacions militars contra els silurs, a l'actual Gal·les, però va morir al cap d'un any i el va substituir Suetoni Paulí.